# Le Barroux
Pour les articles homonymes, voir Barroux.
Le Barroux est une commune française située dans le département de Vaucluse, en région Provence-Alpes-Côte d'Azur.
Ses habitants sont les Barrouxiers et les Barrouxières.

## Toponymie
Le nom de la commune en provençal est Lou Barrous, maladroitement francisé en Le Barroux.

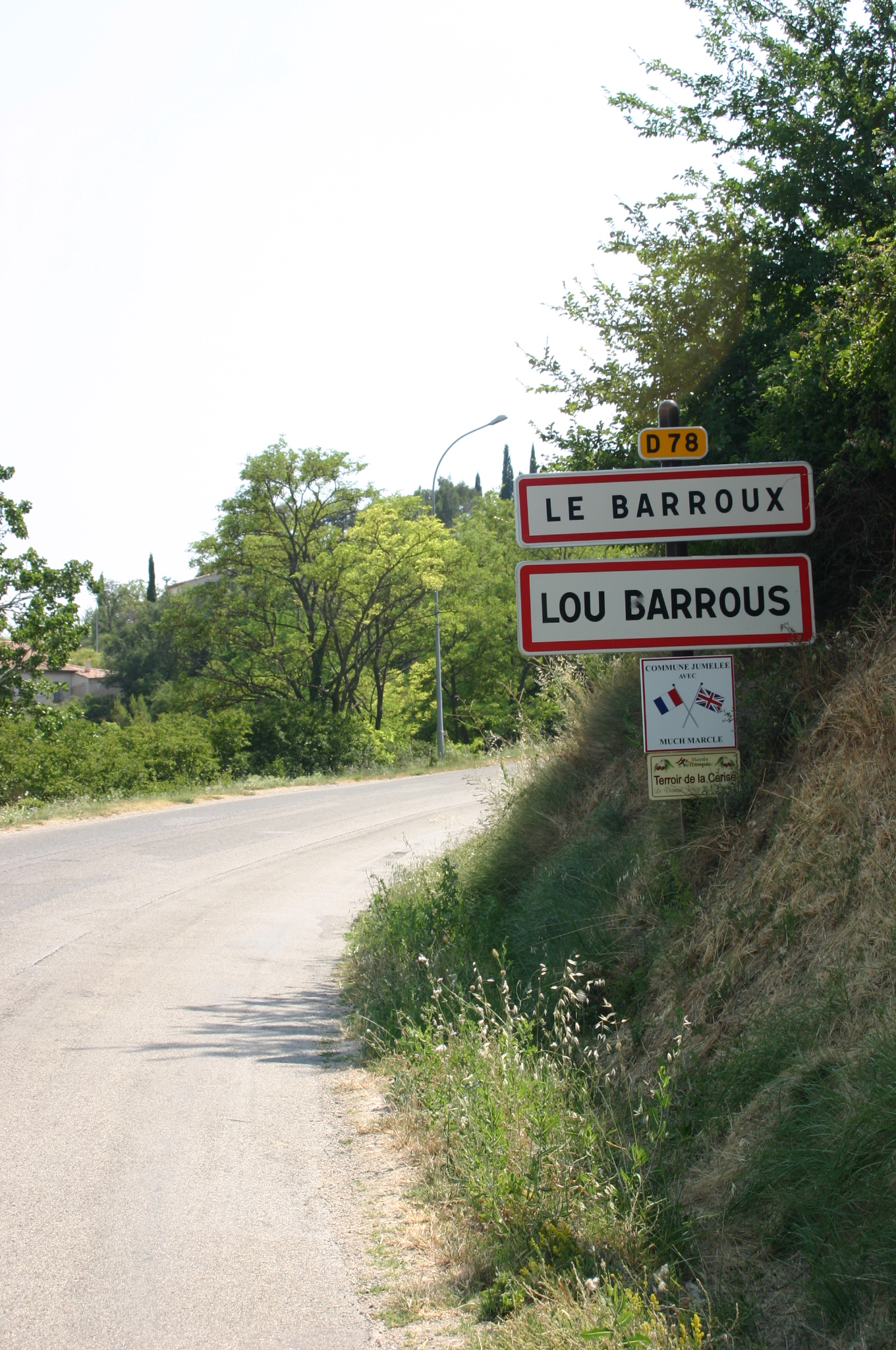
Double signalisation : Le Barroux en français et Lou Barrous en provençal.

### Gentilé
Frédéric Mistral (1830-1914) indique dans Lou Tresor dóu Felibrige (dictionnaire provençal-français) qu’en provençal les habitants de Barrous (Le Barroux, Vaucluse) sont les Barroussié et les habitantes les Barroussiero et que leur sobriquet est tourtouire « benêt ».
Les Barroussiers est le gentilé français correspondant au gentilé occitan. La baroussière est un vent qui semble provenir du Barroux.
Les Barrouxiens est le gentilé indiqué par le site spécialisé habitants.fr.

## Géographie

### Localisation
On accède à ce village, perché sur un piton calcaire entre Carpentras et Malaucène, au nord-ouest du Vaucluse, principalement par les routes départementales 938, puis 78.
| Suzette                      |         | Malaucène |
| La Roque-Alric               | Barroux |           |
| Saint-Hippolyte-le-Graveyron | Caromb  |           |

### Géologie et relief
Cette position perchée offre une vue à l'est sur le mont Ventoux, au nord sur les Dentelles de Montmirail et au sud sur la plaine du Comtat que le village domine, avec au sud-est et en arrière-plan les monts de Vaucluse.

### Hydrographie et eaux souterraines
Cours d'eau sur la commune ou à son aval :
- rivière le Brégoux ;
- ruisseaux le Gourédon, la Combe ;
- vallat de la chaîne.

### Sismicité
Les cantons de Bonnieux, Apt, Cadenet, Cavaillon, et Pertuis sont classés en zone Ib (risque faible). Tous les autres cantons du département de Vaucluse sont classés en zone Ia (risque très faible). Ce zonage correspond à une sismicité ne se traduisant qu'exceptionnellement par la destruction de bâtiments.

### Climat
Pour des articles plus généraux, voir Climat de Provence-Alpes-Côte d'Azur et Climat de Vaucluse.
En 2010, le climat de la commune est de type climat méditerranéen franc, selon une étude du Centre national de la recherche scientifique s'appuyant sur une série de données couvrant la période 1971-2000. En 2020, Météo-France publie une typologie des climats de la France métropolitaine dans laquelle la commune est dans une zone de transition entre le climat de montagne et le climat méditerranéen et est dans la région climatique  Provence, Languedoc-Roussillon, caractérisée par une pluviométrie faible en été, un très bon ensoleillement (2 600 h/an), un été chaud (21,5 °C), un air très sec en été, sec en toutes saisons, des vents forts (fréquence de 40 à 50 % de vents > 5 m/s) et peu de brouillards. 
Pour la période 1971-2000, la température annuelle moyenne est de 13,2 °C, avec une amplitude thermique annuelle de 16,7 °C. Le cumul annuel moyen de précipitations est de 867 mm, avec 6,1 jours de précipitations en janvier et 3,3 jours en juillet. Pour la période 1991-2020, la température moyenne annuelle observée sur la station météorologique de Météo-France la plus proche, « Beaumont-Mt Serein », sur la commune de Beaumont-du-Ventoux à 7 km à vol d'oiseau, est de 7,0 °C et le cumul annuel moyen de précipitations est de 1 317,0 mm. 
La température maximale relevée sur cette station est de 33,4 °C, atteinte le 28 juin 2019 ; la température minimale est de −18 °C, atteinte le 5 février 2012,,. 
Les paramètres climatiques de la commune ont été estimés pour le milieu du siècle (2041-2070) selon différents scénarios d'émission de gaz à effet de serre à partir des nouvelles projections climatiques de référence DRIAS-2020. Ils sont consultables sur un site dédié publié par Météo-France en novembre 2022.

#### Le mistral
Dans cette commune qui produit des Ventoux (AOC) aucun vigneron ne se plaint du mistral - même violent, car celui-ci a des avantages bénéfiques pour le vignoble. Appelé le « mango-fango », le mangeur de boue, il élimine toute humidité superflue après les orages, dégage le ciel et lui donne sa luminosité, préserve les vignes de nombre de maladies cryptogamiques et les débarrasse d'insectes parasites.

### Voies de communications et transports

#### Transports en commun
- Transport en Provence-Alpes-Côte d'Azur

## Urbanisme

### Typologie
Au 1er janvier 2024, Le Barroux est catégorisée commune rurale à habitat dispersé, selon la nouvelle grille communale de densité à sept niveaux définie par l'Insee en 2022.
Elle est située hors unité urbaine. Par ailleurs la commune fait partie de l'aire d'attraction de Carpentras, dont elle est une commune de la couronne,. Cette aire, qui regroupe 21 communes, est catégorisée dans les aires de 50 000 à moins de 200 000 habitants,.

### Occupation des sols
L'occupation des sols de la commune, telle qu'elle ressort de la base de données européenne d’occupation biophysique des sols Corine Land Cover (CLC), est marquée par l'importance des forêts et milieux semi-naturels (50,5 % en 2018), une proportion sensiblement équivalente à celle de 1990 (50,6 %). La répartition détaillée en 2018 est la suivante : 
forêts (47,2 %), zones agricoles hétérogènes (33,9 %), cultures permanentes (14 %), milieux à végétation arbustive et/ou herbacée (3,2 %), zones urbanisées (1,6 %). L'évolution de l’occupation des sols de la commune et de ses infrastructures peut être observée sur les différentes représentations cartographiques du territoire : la carte de Cassini (XVIIIe siècle), la carte d'état-major (1820-1866) et les cartes ou photos aériennes de l'IGN pour la période actuelle (1950 à aujourd'hui).

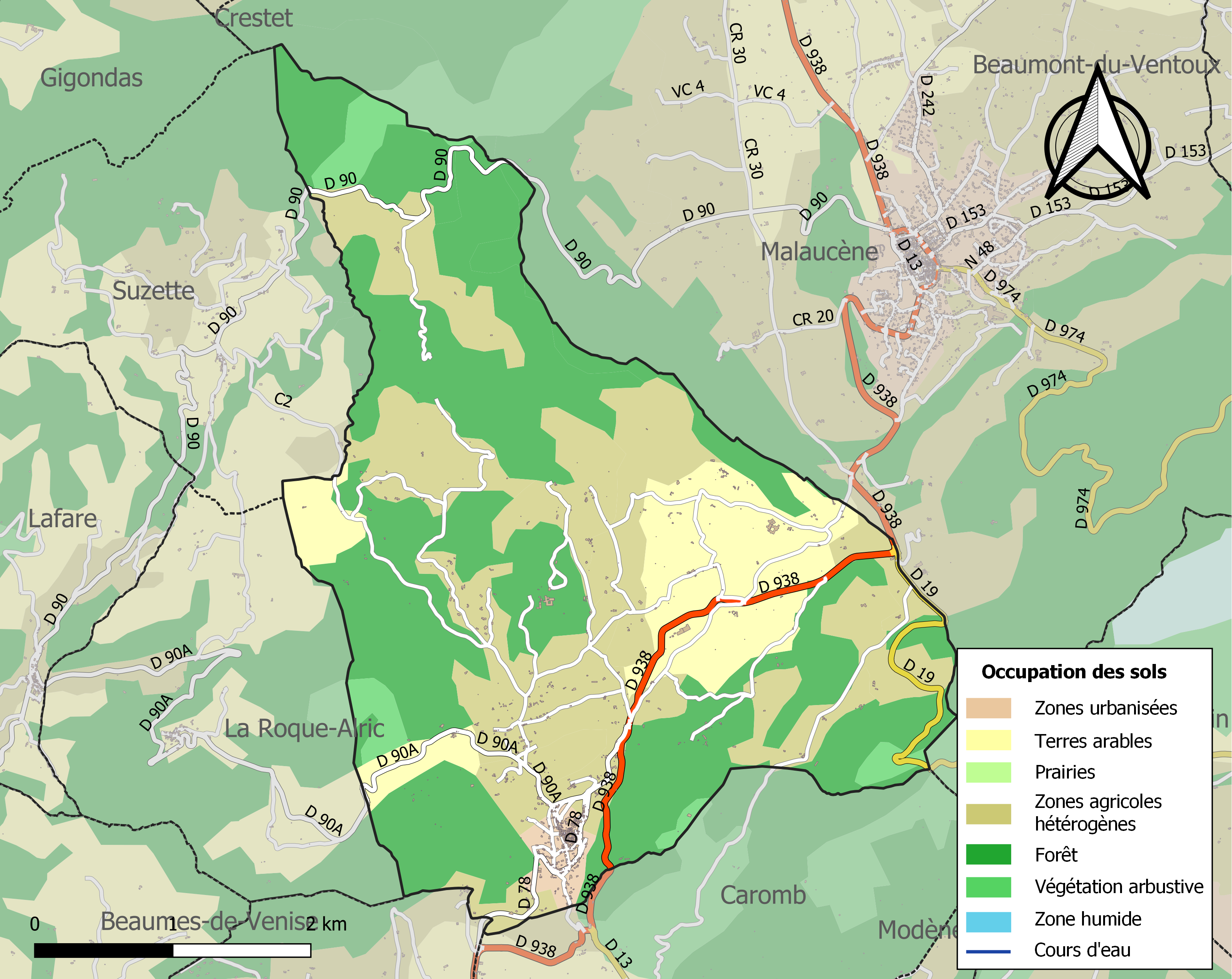
Carte des infrastructures et de l'occupation des sols de la commune en 2018 (CLC).

## Histoire
Le nom actuel du village dérive du latin Albaruffum.
Au XIIe siècle, une forteresse militaire est érigée pour protéger la plaine comtadine (formant le Comtat Venaissin) contre les invasions sarrasines et italiennes. Elle a appartenu aux seigneurs des Baux, puis à d'autres familles nobles.
En 1274, le Comtat Venaissin, cédé par le roi de France, devient terre pontificale. En 1316, le pape Clément V établit brièvement sa curie à Carpentras, à une douzaine de kilomètres du Barroux.
Au XVIe siècle (1538), la forteresse est transformée en un château Renaissance par Henri de Revillasc qui en devient propriétaire en règlement d'une dette. De 1680 à 1690, il sera fortifié (selon Vauban).

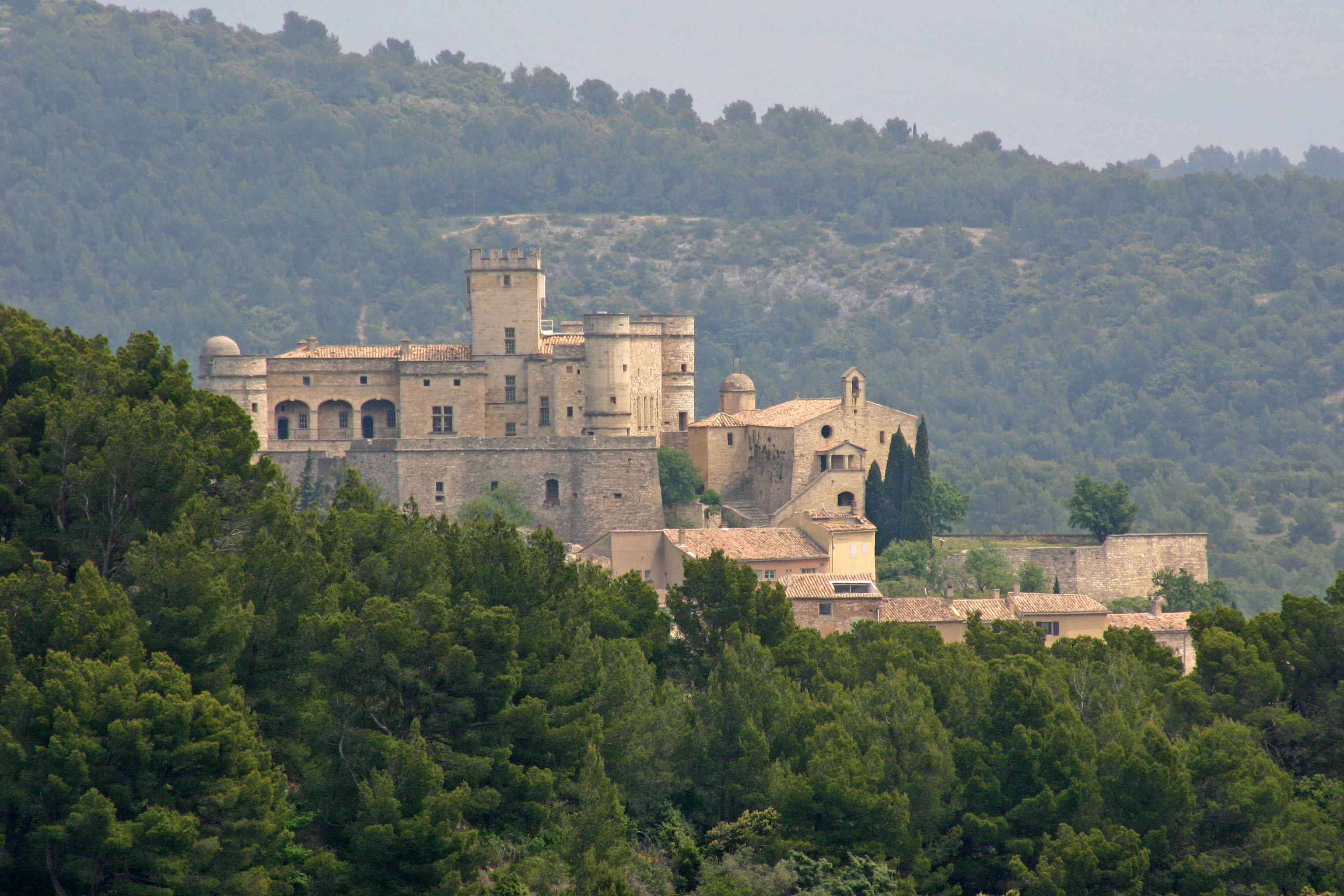
Le sommet du bourg avec son château et sa chapelle.
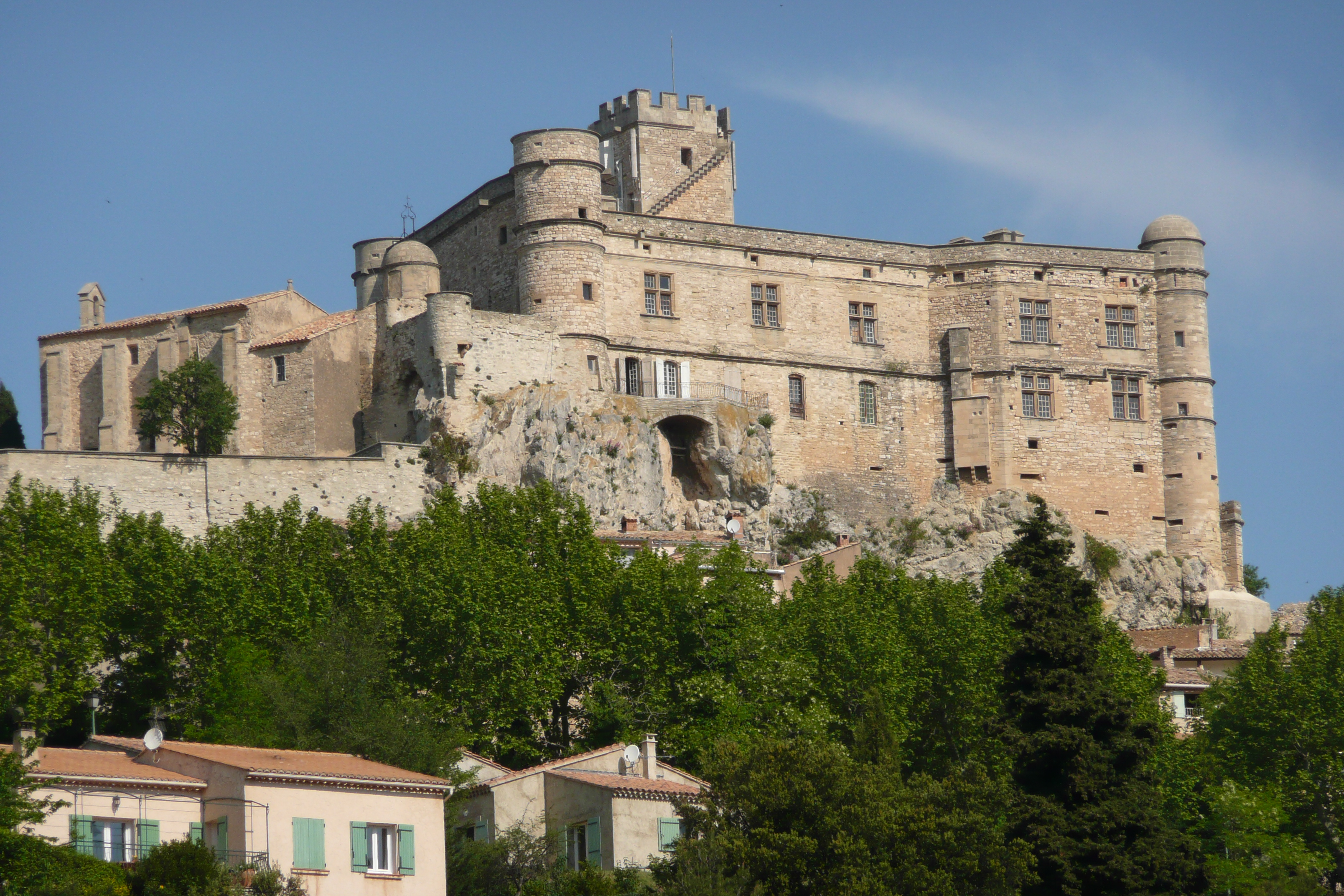
Château du Barroux.
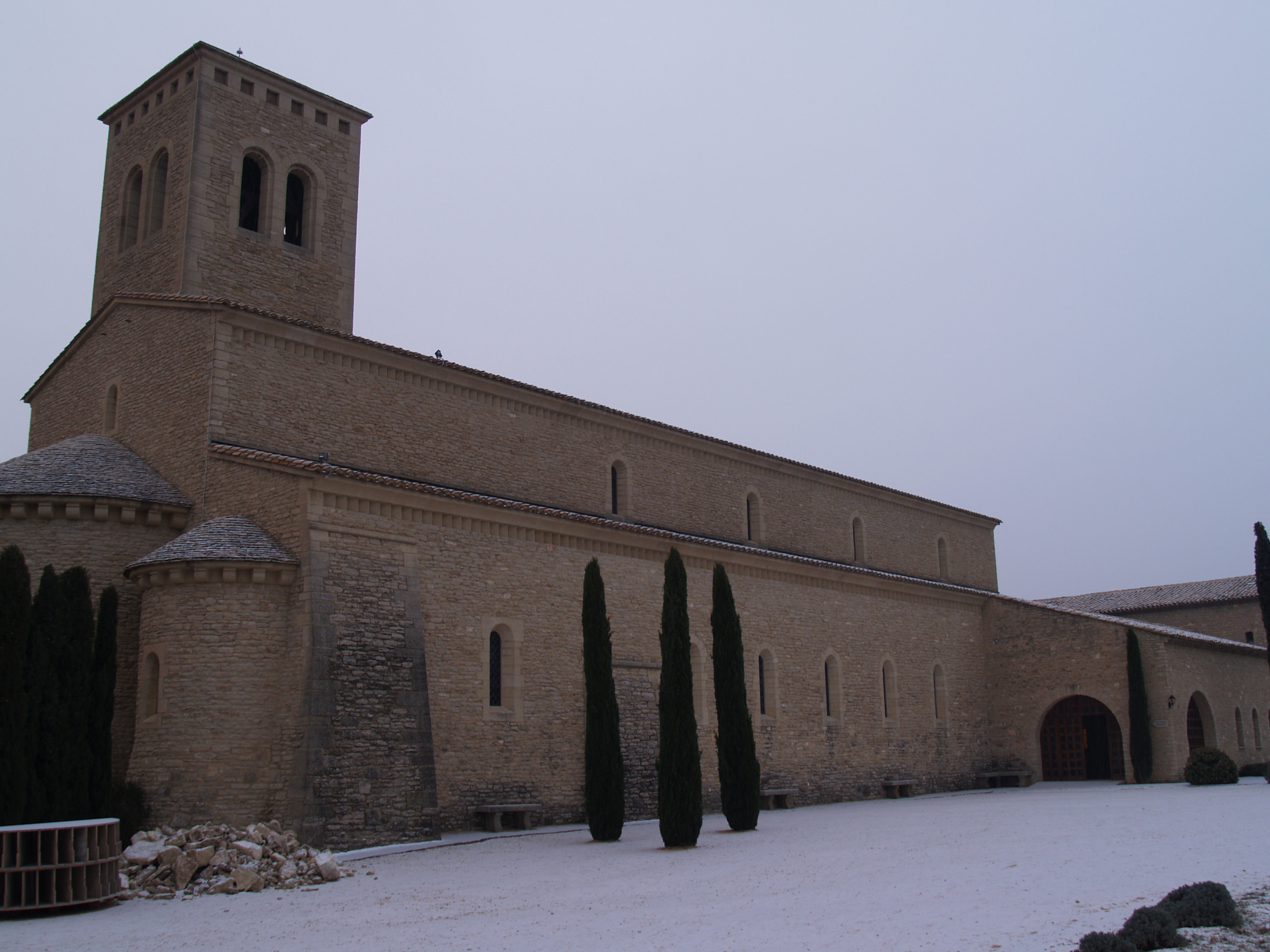
Vue de l'abbaye Sainte-Madeleine en hiver.
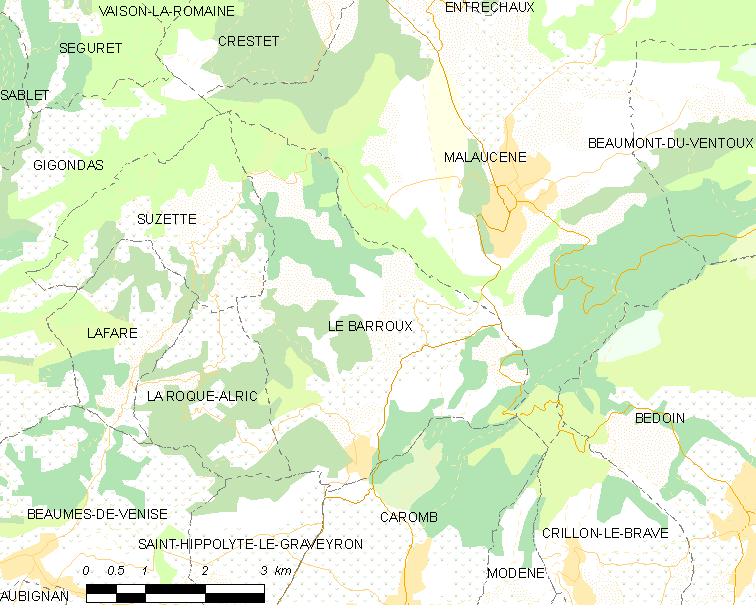
Carte du Barroux.

Le 14 septembre 1791, le Comtat Venaissin est rattaché à la France. Le 12 août 1793 est créé le département de Vaucluse, constitué des districts d'Avignon et de Carpentras, mais aussi de ceux d'Apt et d'Orange, qui appartenaient aux Bouches-du-Rhône, ainsi que du canton de Sault, qui appartenait aux Basses-Alpes.
Abîmé à la Révolution française, le château du Barroux ne sera reconstruit qu'en 1929 grâce aux fonds privés d'André Vayson de Pradenne.
Durant la Seconde Guerre mondiale, il abrite un petit foyer de la Résistance qui, jugé responsable de la mort d'un soldat allemand au château en 1944, coûtera à l'édifice d'être incendié par les troupes allemandes.
À partir de 1960, de nouveaux travaux de restauration du château sont effectués.
En 1978 débute la construction du monastère bénédictin Sainte-Madeleine du Barroux, qui sera érigé en abbaye en 1989. En 2005, le couvent de moniales Notre-Dame-de-l'Annonciation est à son tour achevé.

### Héraldique
| Blason de Le Barroux | Blason  | D'argent au mont de trois coupeaux de sinople, au chef de gueules chargé de trois étoiles d'or ordonnées 2 et 1,. |
| Blason de Le Barroux | Détails | Le statut officiel du blason reste à déterminer.                                                                  |

## Politique et administration

### Budget et fiscalité 2016

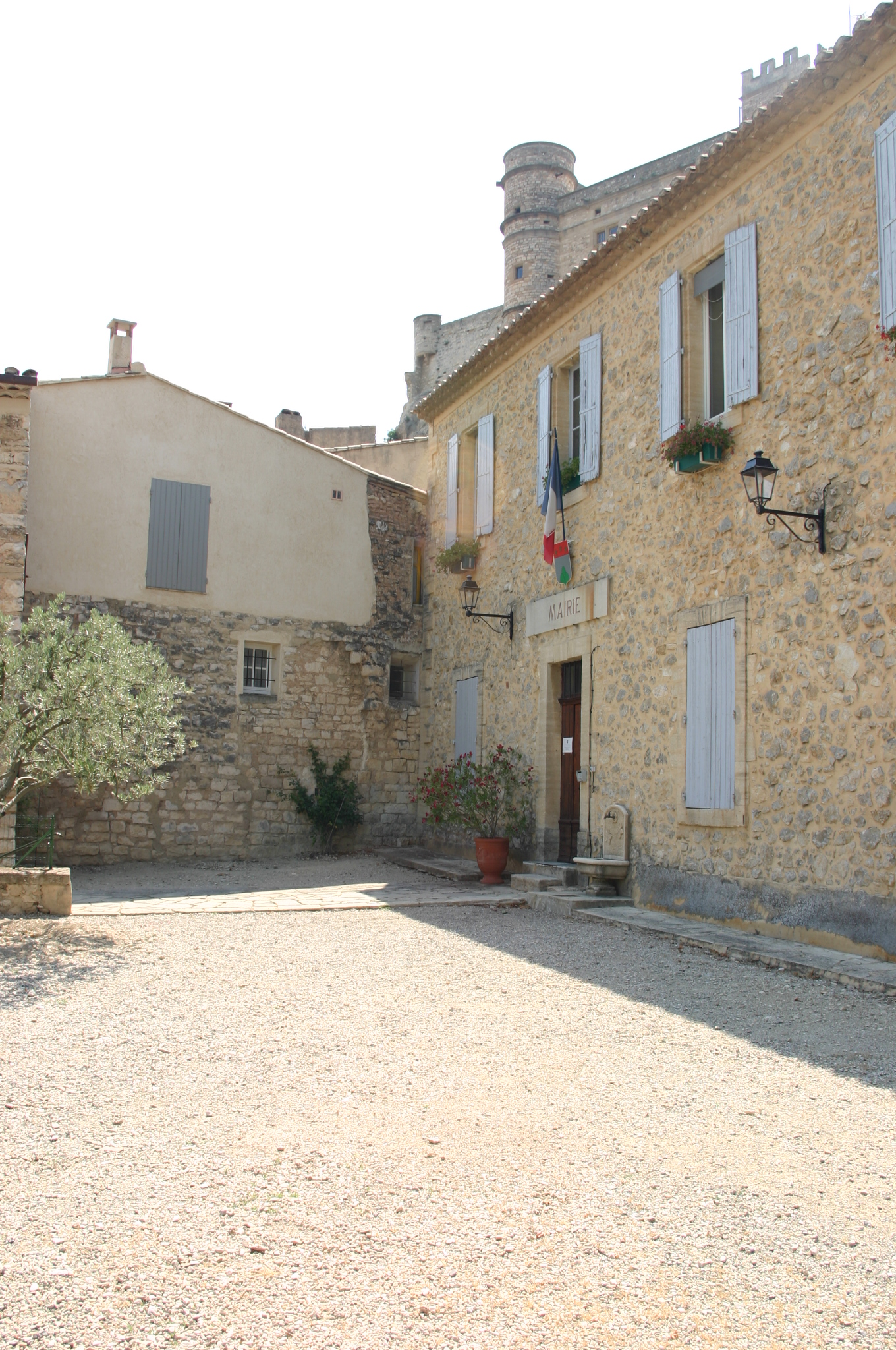
La mairie.

En 2016, le budget de la commune était constitué ainsi :
- total des produits de fonctionnement : 508 000 €, soit 699 € par habitant ;
- total des charges de fonctionnement : 437 000 €, soit 602 € par habitant ;
- total des ressources d'investissement : 674 000 €, soit 928 € par habitant ;
- total des emplois d'investissement : 355 000 €, soit 488 € par habitant ;
- endettement : 809 000 €, soit 1 114 € par habitant.

Avec les taux de fiscalité suivants :
- taxe d'habitation : 13,27 % ;
- taxe foncière sur les propriétés bâties : 13,05 % ;
- taxe foncière sur les propriétés non bâties : 79,02 % ;
- taxe additionnelle à la taxe foncière sur les propriétés non bâties : 0,00 % ;
- cotisation foncière des entreprises : 0,00 %.

Chiffres clés Revenus et pauvreté des ménages en 2014 : médiane en 2014 du revenu disponible, par unité de consommation : 19 929 €.

### Liste des maires
| Période   | Période   | Identité             | Étiquette | Qualité |
| --------- | --------- | -------------------- | --------- | ------- |
| mai 1953  | mars 1959 | Maurice Leydier      |           |         |
| mars 1959 | mars 1965 | Rose-Léone Mouliérac |           |         |
| mars 1965 | 1971      | Justin Merindol      |           |         |
| 1971      | mars 1995 | Louis Liotier        |           |         |
| mars 1995 | mars 2008 | Marie-Suzy Pons      | UMP       |         |
| mars 2008 | En cours  | Bernard Monnet       |           |         |

### Jumelages
- Much Marcle (Royaume-Uni) depuis 2004[27].

| Le Barroux Much Marcle |

 Much Marcle (Royaume-Uni), dans le Herefordshire

## Démographie
L'évolution du nombre d'habitants est connue à travers les recensements de la population effectués dans la commune depuis 1793. Pour les communes de moins de 10 000 habitants, une enquête de recensement portant sur toute la population est réalisée tous les cinq ans, les populations de référence des années intermédiaires étant quant à elles estimées par interpolation ou extrapolation. Pour la commune, le premier recensement exhaustif entrant dans le cadre du nouveau dispositif a été réalisé en 2006.

En 2022, la commune comptait 663 habitants, en évolution de +4,91 % par rapport à 2016 (Vaucluse : +1,73 %, France hors Mayotte : +2,11 %).
| 1793 | 1800 | 1806 | 1821 | 1831 | 1836 | 1841 | 1846 | 1851 |
| ---- | ---- | ---- | ---- | ---- | ---- | ---- | ---- | ---- |
| 637  | 756  | 833  | 828  | 916  | 901  | 916  | 974  | 969  |

| 1856 | 1861 | 1866 | 1872 | 1876 | 1881 | 1886 | 1891 | 1896 |
| ---- | ---- | ---- | ---- | ---- | ---- | ---- | ---- | ---- |
| 992  | 980  | 938  | 884  | 826  | 706  | 682  | 607  | 592  |

| 1901 | 1906 | 1911 | 1921 | 1926 | 1931 | 1936 | 1946 | 1954 |
| ---- | ---- | ---- | ---- | ---- | ---- | ---- | ---- | ---- |
| 549  | 559  | 521  | 436  | 390  | 435  | 365  | 366  | 344  |

| 1962 | 1968 | 1975 | 1982 | 1990 | 1999 | 2006 | 2011 | 2016 |
| ---- | ---- | ---- | ---- | ---- | ---- | ---- | ---- | ---- |
| 362  | 369  | 348  | 437  | 499  | 569  | 615  | 656  | 632  |

| 2021 | 2022 | - | - | - | - | - | - | - |
| ---- | ---- | - | - | - | - | - | - | - |
| 658  | 663  | - | - | - | - | - | - | - |

## Économie

### Agriculture

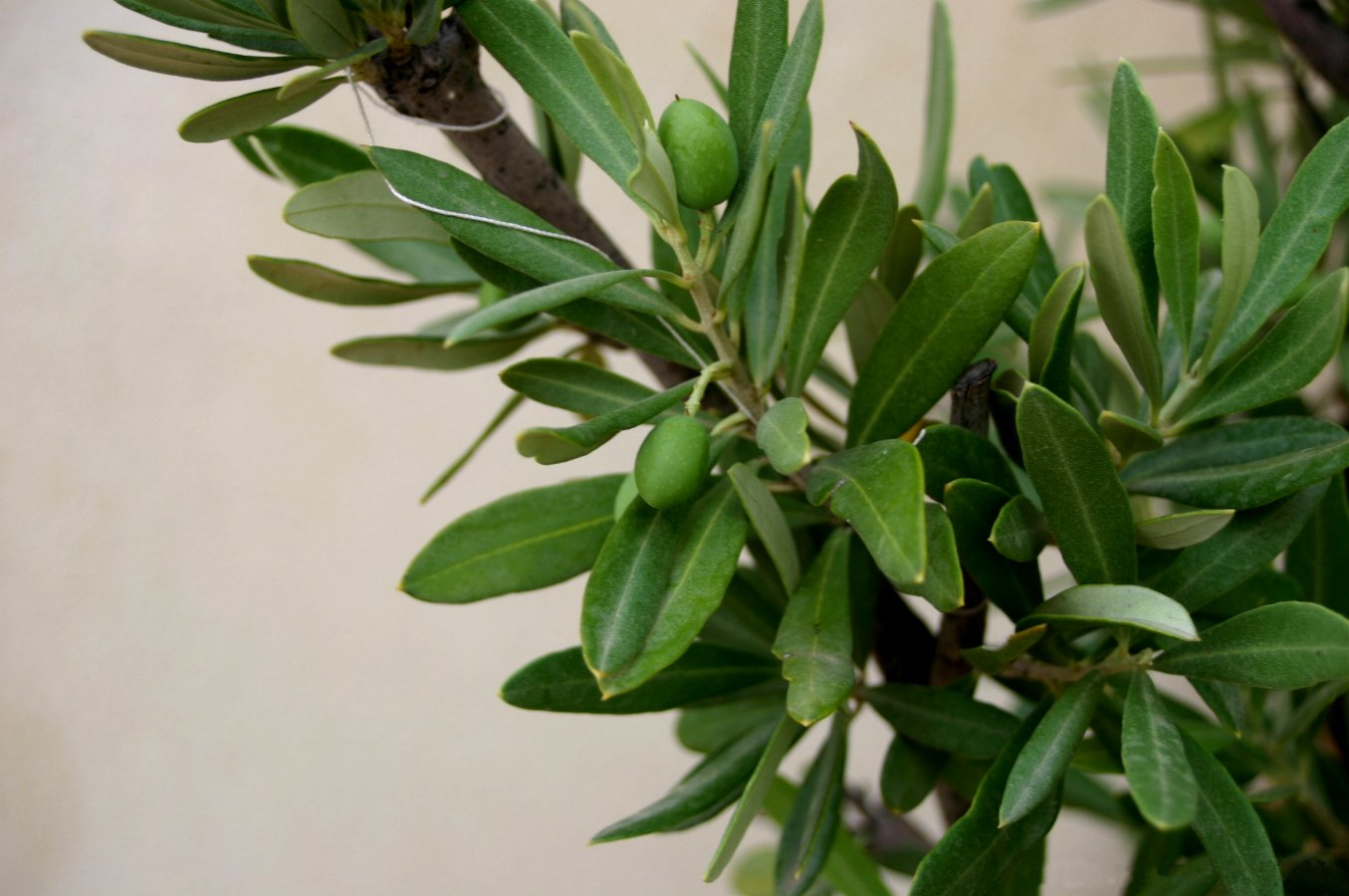
Olives du Barroux.

- Production de vins, AOC Côtes du ventoux.
- Productions fruitières (dont olives, cerises et abricots). Le Barroux fait partie de l'aire d’appellation de la cerise des coteaux de Vaucluse.
- Production fromagère (notamment fromage de chèvre).

### Tourisme
- Tourisme dont de nombreux cyclistes attirés par la proximité du Mont Ventoux ou des curieux voulant voir les abbayes/couvents, les ruelles et le château.
- Hébergements en chambres d'hôtes, en gîtes, en domaine, en hôtel sur la commune : toutes les références sont sur le site de la mairie[32].

## Vie locale

### Commerces et artisanats de proximité
Quelques commerces de proximité sont présents sur la commune : L'Epicafé: primeur, alimentation générale, terminal de cuisson pour le pain, presse qui fait office de point poste. Et encore salon de thé, hôtel, restaurants, chambres d'hôtes...
Artisans : carreleur, ébéniste, peintre-moquettiste, pépiniériste...

### Écologie et recyclage
La collecte et traitement des déchets des ménages et déchets assimilés et protection et mise en valeur de l'environnement se fait dans le cadre de la communauté d'agglomération Ventoux-Comtat Venaissin.
La commune dispose d'une station d'épuration de 800 Équivalent Habitants.

### Enseignement
Enseignement Privé
Deux établissements scolaires hors contrat existent :
- l'école maternelle et primaire Sainte-Anne, route de Suzette[35] ;
- le collège Institution Saint-Louis (enseignement secondaire, mixte avec internat de garçons), chemin des Rabassières[36].

Enseignement Public
- La commune a son école maternelle et primaire (rue des Écoles)[37],[38].

## Lieux et monuments
Patrimoine civil :
- Le château du Barroux : il se visite en partie seulement et comprend encore des éléments médiévaux et une chapelle, ornée de peintures murales du XVIIIe siècle classées monuments historiques[39].
- « Hôtel Dieu », XVIe siècle, privé.
- Maison des Cardinaux Barberini[40].
- Ancien moulin à huile communal[41].
- Monument aux morts[42].

Patrimoine religieux :
- Église Saint-Jean-Baptiste du Barroux[43]. L'édifice a été inscrit au titre des monuments historiques en 1976[43].
- Chapelle Saint-Christophe, au milieu de la campagne[44].
- Chapelle Notre-Dame la Brune.
- Vestiges d'un aqueduc du XIXe siècle, aux arches reposant sur des cercles au lieu des piliers carrés ou rectangulaires conventionnels. Après s'être effondré en 1945, il est partiellement restauré depuis 1997[45].
- Abbaye Sainte-Madeleine du Barroux, érigée à partir de 1978, par Dom Gérard Calvet, osb[46].
- Abbaye Notre-Dame-de-l'Annonciation (moniales bénédictines)[47].
- Chapelle Saint-Andéol[48].
- Pré Fantasi - Maison des Cardinaux Barberini[49].

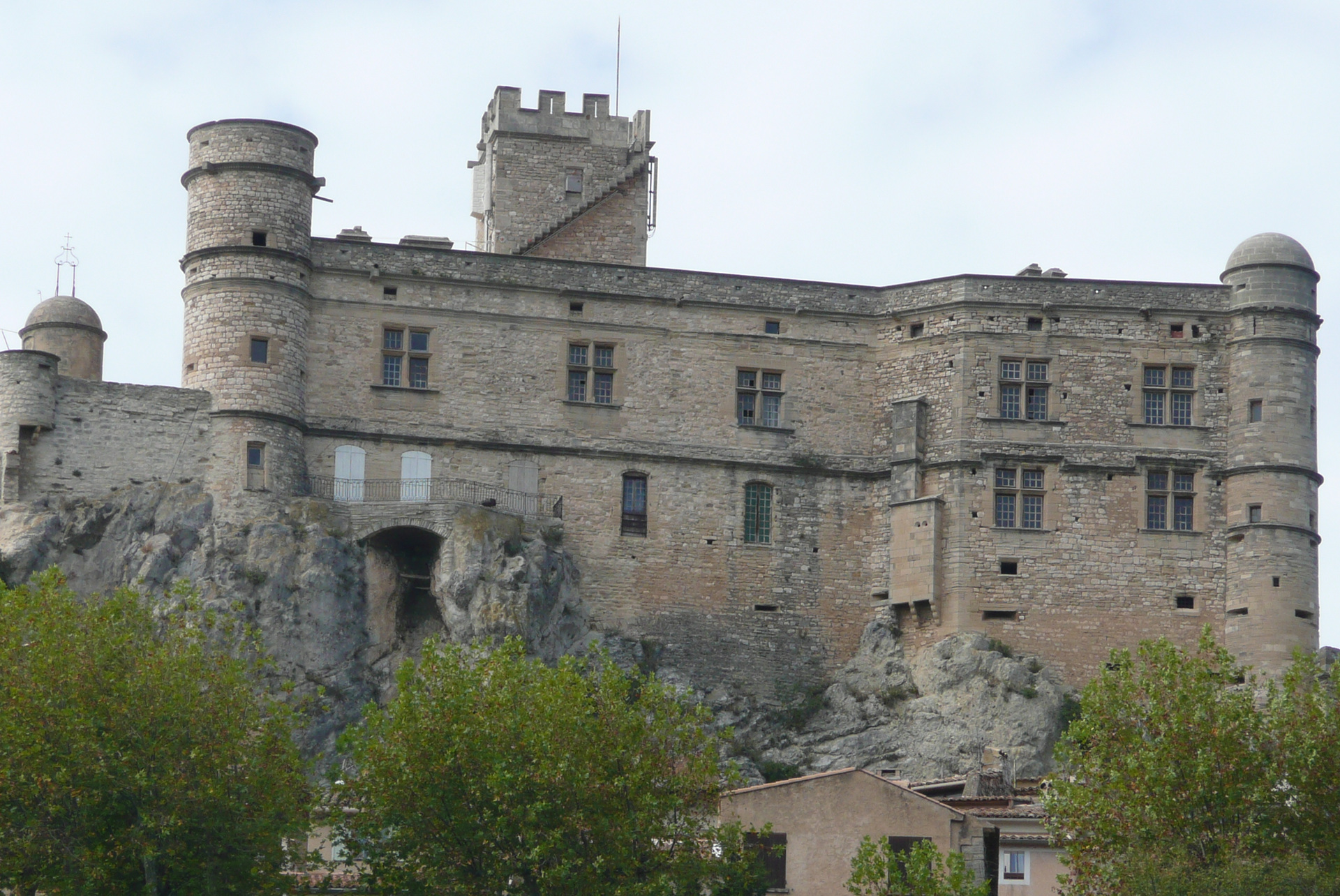
Château du Barroux.
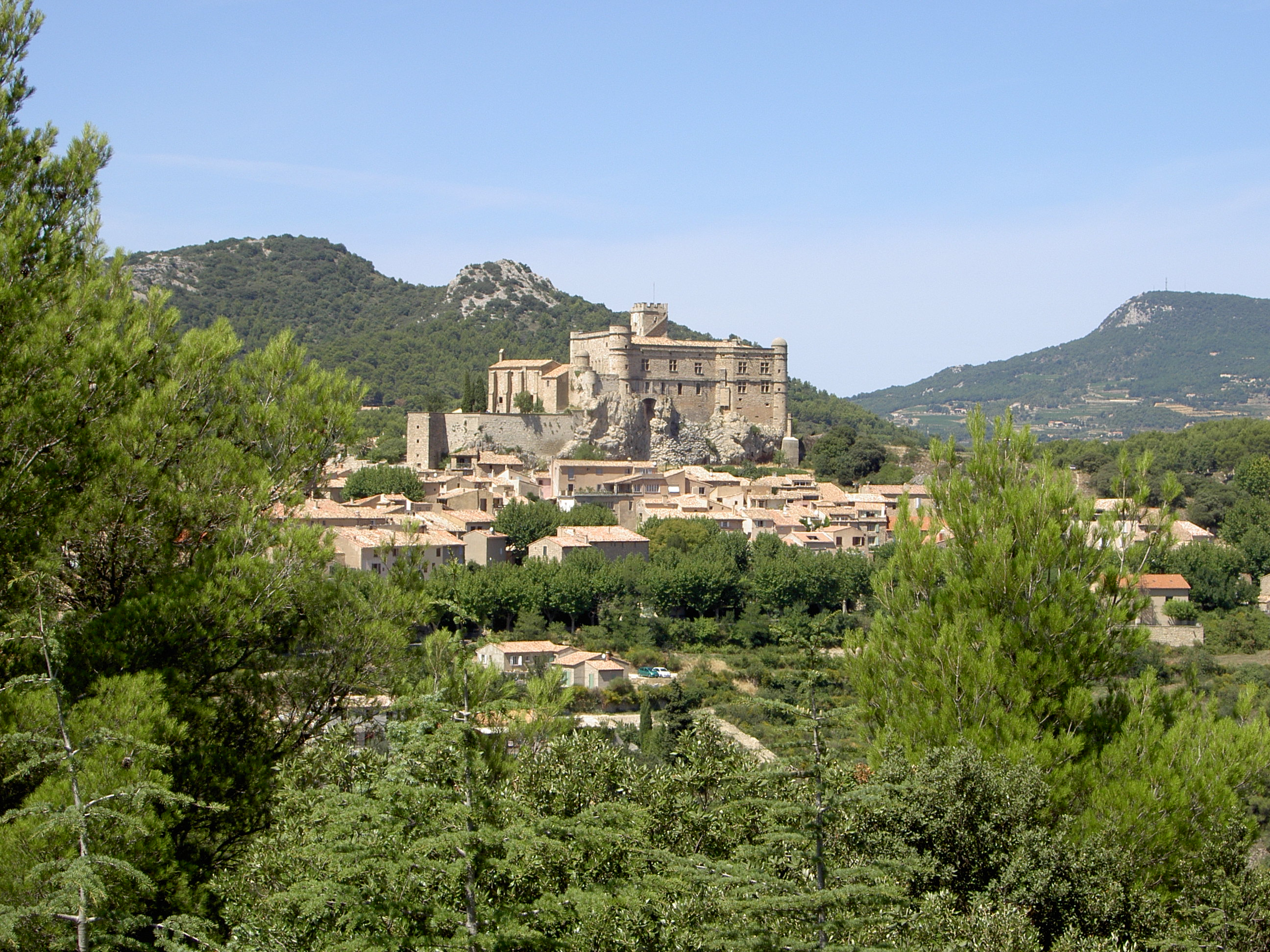
Château du Barroux.
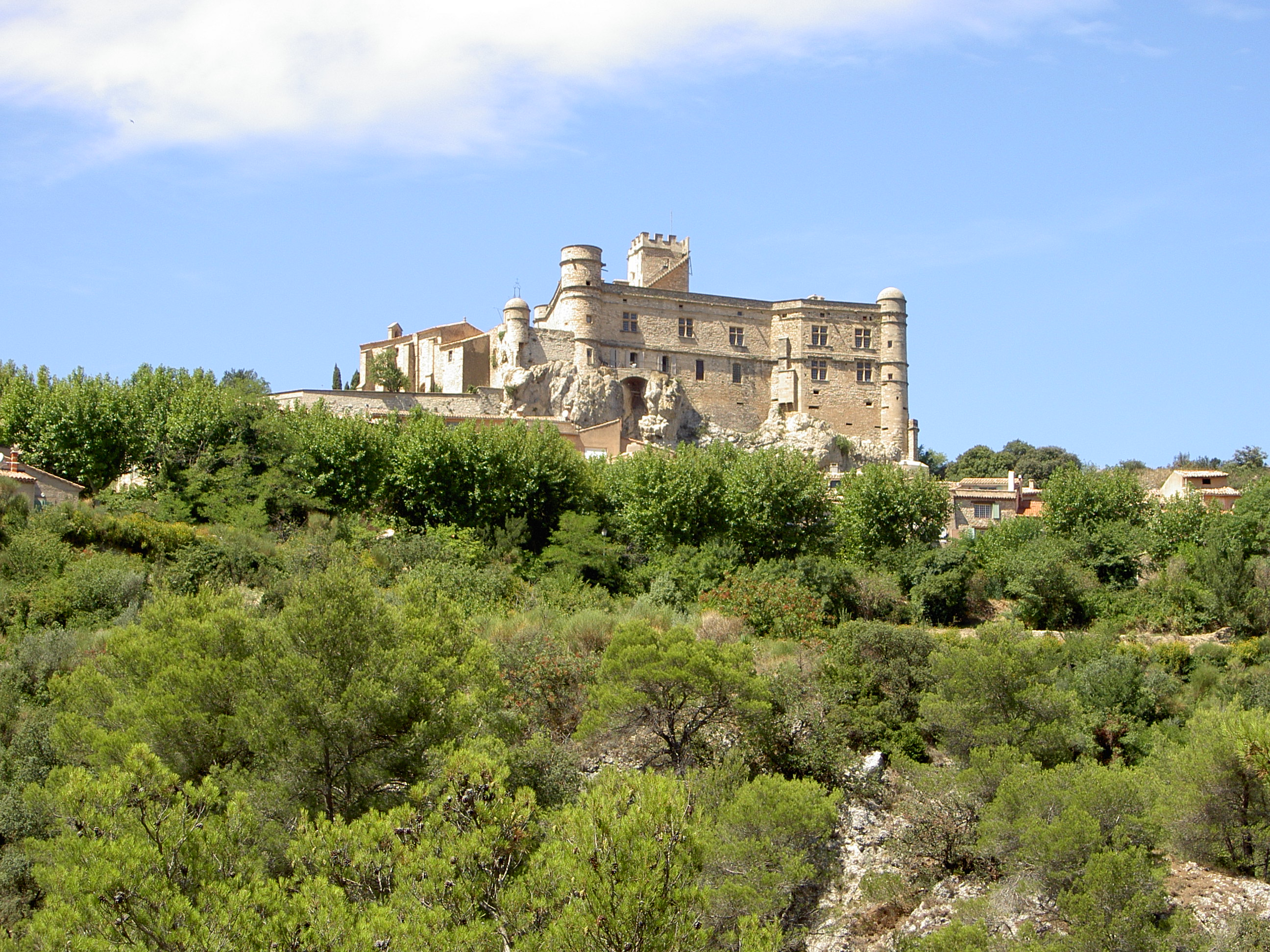
Château du Barroux.

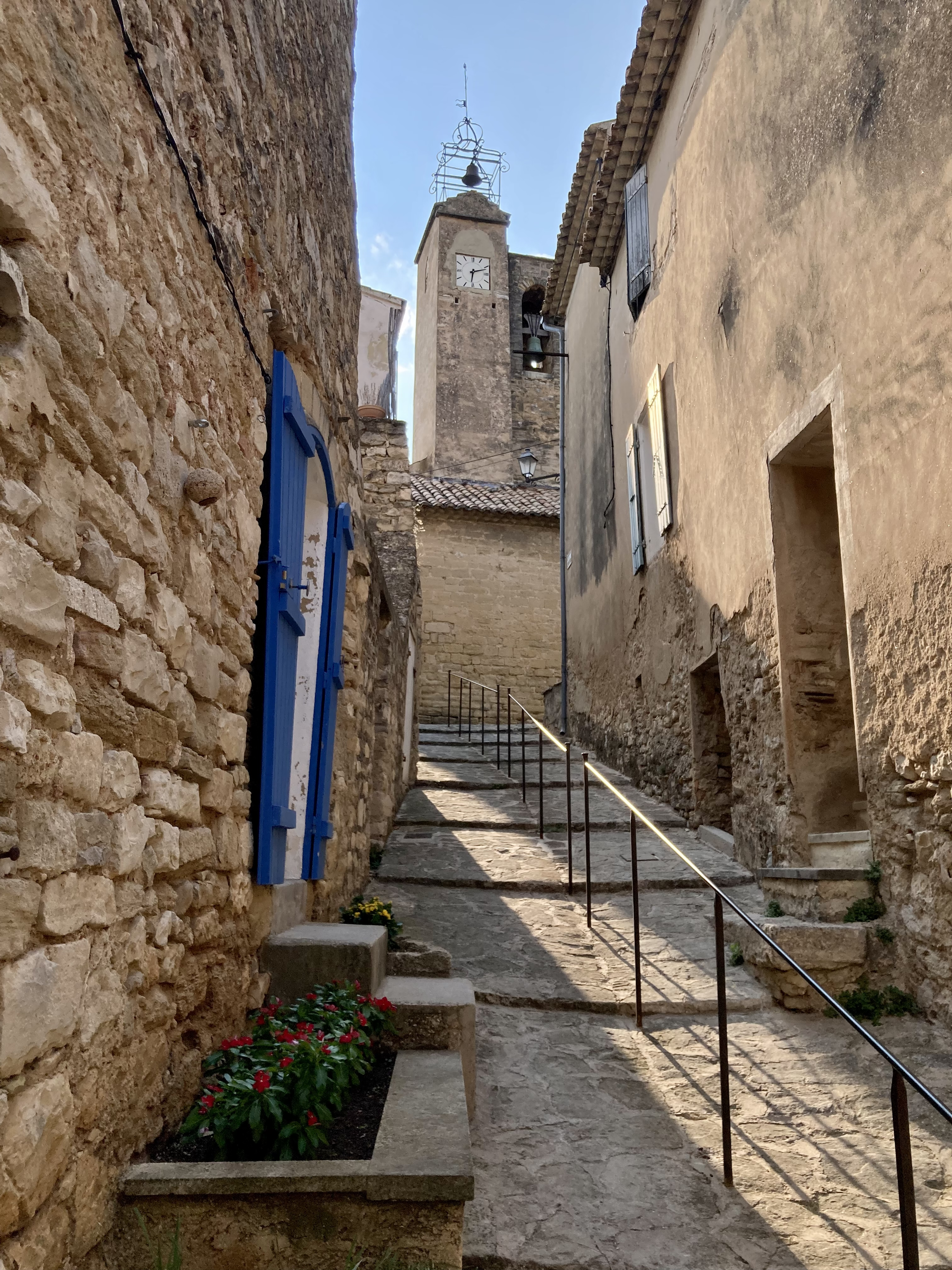
Église Saint-Jean-Baptiste.
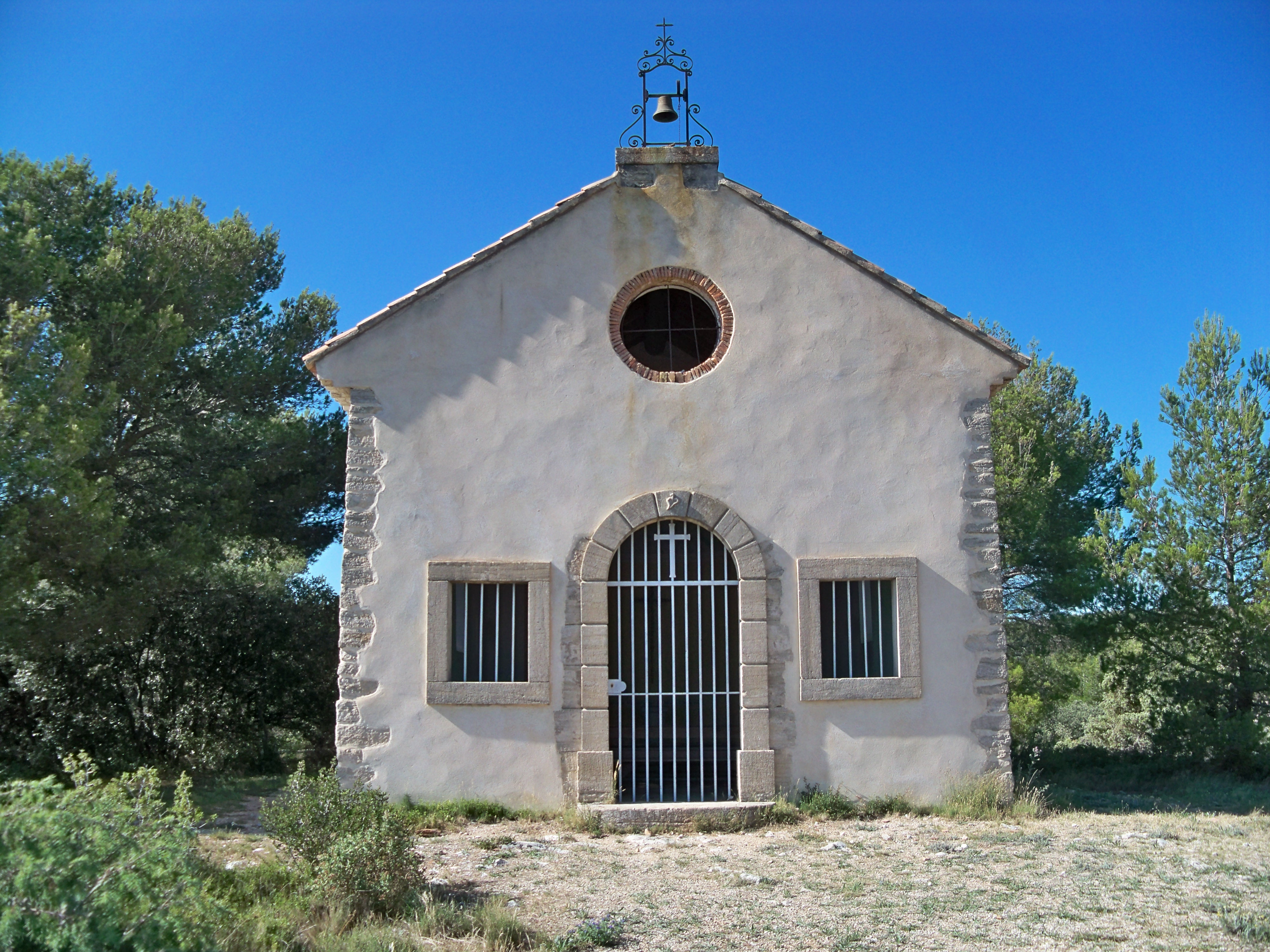
Chapelle Saint-Christophe.
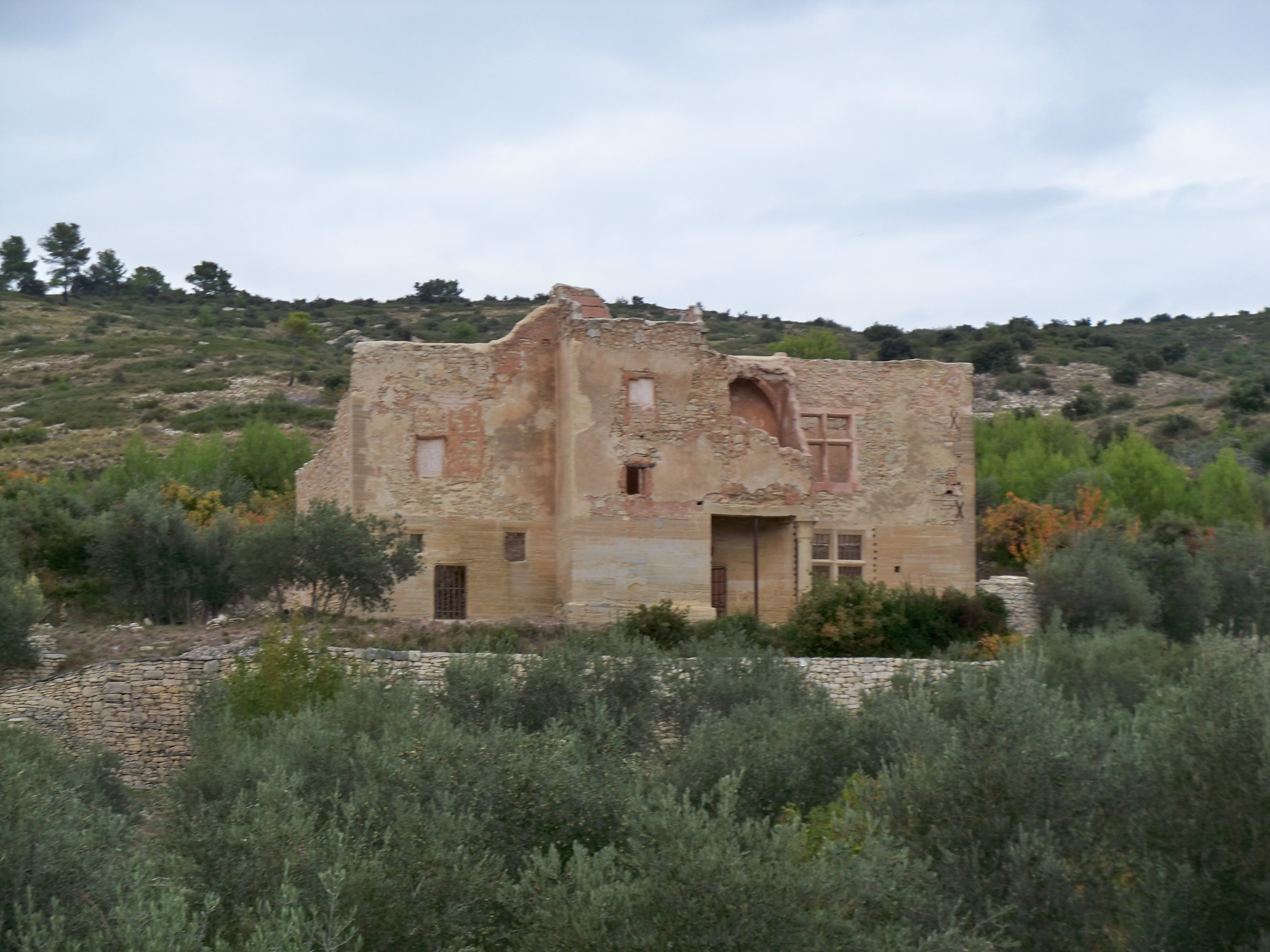
Pré Fantasi - Maison des Cardinaux Barberini.
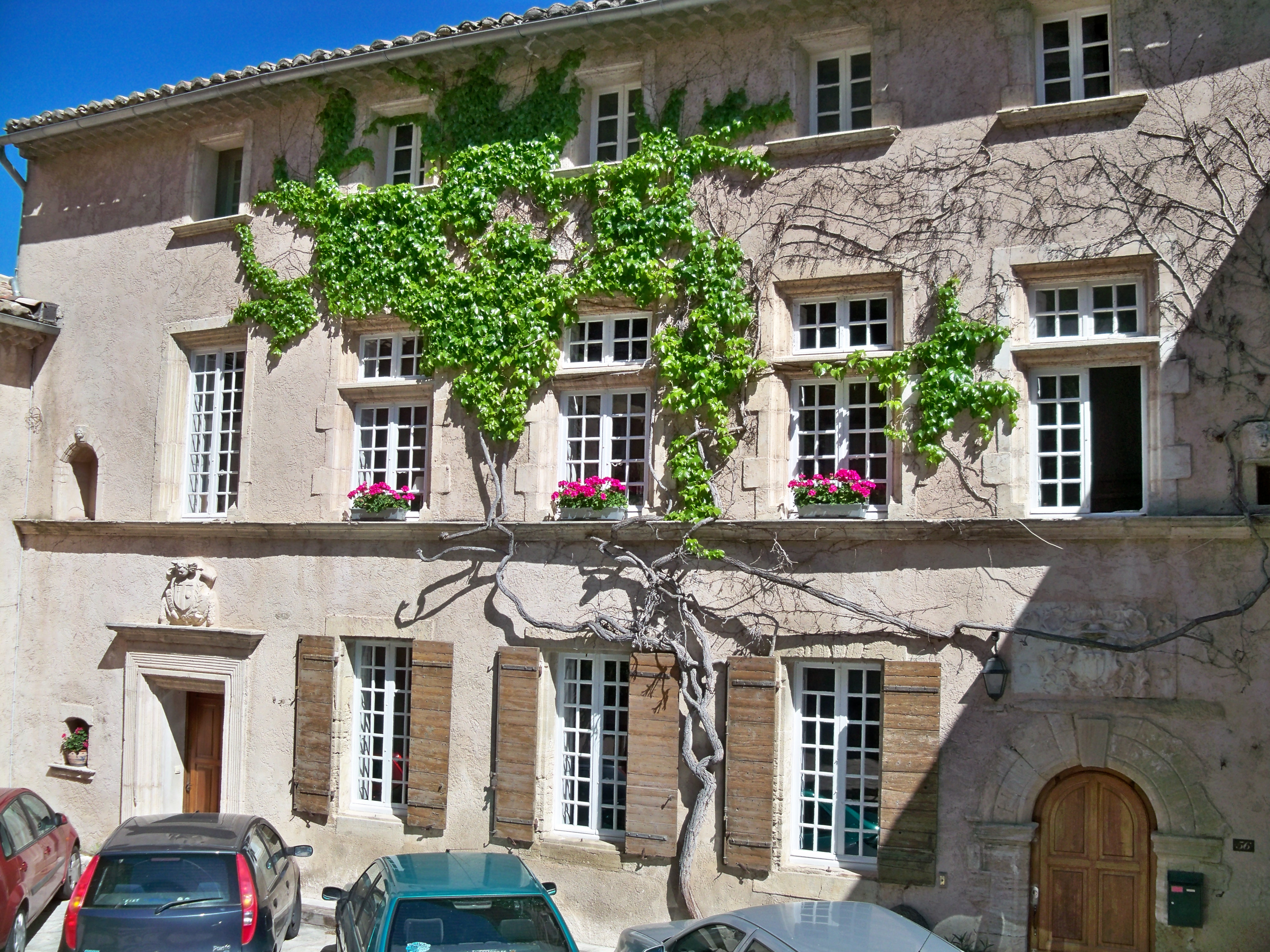
Hôtel Dieu de Barroux.

## Personnalités liées à la commune
- Marius Jouve (1865-1909), félibre et artiste peintre.
- André Vayson de Pradenne (1888-1939), préhistorien.
- Élisabeth de La Londe (1922-2015), religieuse bénédictine.
- Ivo Michiels (pseudonyme d'Henri Ceuppens) (1923-2012), écrivain flamand, habitait Le Barroux depuis 1979 et y est décédé.
- Gérard Calvet (1927-2008), moine bénédictin.
- Les Juste parmi les Nations de la commune :
  - Lucien Roux
  - Hélène Roux
- Le comédien Antoine Coesens est installé sur la commune

## Œuvres liées à lacommune

### Films
- L'Épée d'Ardouaan (1977 - 1978)
- Les Contes du chat perché (1980)
- Les choses qu'on dit, les choses qu'on fait (2020)